# Corynebacterium
Corynebacterium este un gen de bacterii Gram-pozitive majoritar aerobe. Sunt bacili (au formă de tijă), iar în unele faze ale vieții au formă specifică de măciucă, de unde provine și denumirea genului (coryneform înseamnă „cu formă de măciucă”). Speciile din acest gen sunt larg răspândite în natură în microbiota animalelor (inclusiv microbiota umană) și sunt în mare parte inofensive, existând cel mai adesea în relații de comensalism cu gazdele lor. Unele, cum ar fi C. glutamicum, sunt utile din punct de vedere comercial și industrial. Altele pot provoca patologii umane, un exemplu major fiind difteria, cauzată de C. diphtheriae.

## Specii
- C. diphtheriae
- C. amycolatum
- C. aquaticum
- C. bovis
- C. caspium[3]
- C. equi
- C. glutamicum
- C. haemolyticum
- C. jeikeiun (grupul JK)
- C. parvum (denumit și Propionibacterium acnes)
- C. pseudodiptheriticum (denumit și C. hofmannii)
- C. pseudotuberculosis (denumit și C. ovis)
- C. pyogenes
- C. urealyticum (grupul D2)
- C. renale
- C. striatum
- C. tenuis (Trichomycosis palmellina, Trichomycosis axillaris)[8]
- C. ulcerans
- C. xerosis